# Кихо, Эндрю
Э́ндрю Фи́лип Ки́хо (англ. Andrew Philip Kehoe, 1 февраля 1872, Текумсе, Мичиган — 18 мая 1927, Бат, Мичиган) — бывший американский фермер и казначей школьного совета, устроивший массовое убийство в школе «Бат», ставшее и до сих остающееся самым массовым убийством в учебном заведении на территории США. Перед этим Кихо убил жену и сжёг собственную ферму, в конечном итоге он совершил самоподрыв, убив тем самым ещё несколько человек.

## Биография

### Ранние годы  (1872 — 1911)
Эндрю Кихо родился 1 февраля 1872 года в Текумсе, штат Мичиган в семье ирландских эмигрантов Филипа и Мэри Кихо; он был одним из тринадцати детей. С детства Эндрю отличался упрямым характером и нетерпимостью когда что-то шло не по его планам. Когда Кихо было десять лет, его мать Мэри тяжело заболела. Заболевание было связано с центральной нервной системой, из-за чего Мэри оказалась прикована к постели на протяжении восьми лет и в итоге умерла 5 ноября 1890 года. 
Одним из увлечений Кихо были технические специальности — электрика и техника, помимо этого в молодости Эндрю участвовал в постановках местного театра, где получал похвалу в местной газете за свои актёрские навыки. Известно также что Эндрю планировал пойти по стопам отца, который сам был фермером и деятелем местной общины.
После смерти жены Филип Кихо женился на молодой женщине по имени Фрэнсис Уилдер, 1859 года рождения. Окончив Старшую школу Текумсе, Кихо-младший поступил учиться в Университет штата Мичиган по специальности «электротехник». Там он познакомился со своей будущей женой Эллен Прайс.
После колледжа Кихо отправился в Сент-Луис работать электриком. В 1911 году он получил тяжёлую травму головы при падении, в результате чего пробыл две недели в коме. В том же году, 17 сентября, Кихо стал свидетелем гибели своей мачехи от взрыва плиты — женщину окатило пылающим маслом. Кихо вылил на мачеху ведро воды, но в итоге спасти её не удалось. Несмотря на конфликтные взаимоотношения между Эндрю и погибшей Фрэнсис, устанавливать причастность самого Кихо к этому происшествию тогда не стали.

### Личная жизнь. Переезд в Бат (1912 — 1919)
В 1912 году Кихо женился на Эллен Прайс. Пара была бездетной, что могло свидетельствовать о неприязни к детям у Кихо. Причиной брака могли стать амбиции и корыстные мотивы — в молодости семья Эллен была бедной, однако дядя Нелли, Лоуренс Прайс, стал владельцем завода по производству запчастей для автомобилей Форда. Заработанные деньги открыли Прайсу дорогу в политику — он неоднократно занимал выборные должности на уровне штата и даже баллотировался в сенат США. Родственников Лоуренс тоже не забыл, и в 1908 году отец Нелли Патрик Прайс вместе с детьми перебрался в Лансинг, поближе к успешному брату. 
8 января 1915 года Филип Кихо скончался после затяжного артрита. Эндрю вступил в права наследства и стал владеть его домом и фермой.
12 февраля 1917 года Лоуренс Прайс умер, и часть его состояния, согласно завещанию, была направлена на благотворительность, большая же досталась родственникам. В числе имущества входил и дом в городе Бат, отошедший вдове покойного, Бьюле Прайс. Это двухэтажное здание с участком площадью 750 тыс.кв.м сразу приглянулось Кихо, и тот обратился к Бьюле с предложением продать его.
В итоге сделка была заключена в 1919 году за 12 тысяч долларов США по тогдашнему курсу — продав старую ферму Кихо в Текумсе и выручив за неё 8 тысяч долларов, Эндрю и Эллен заплатили половину суммы, а остальное взяли в ипотеку.

### Личность нападавшего. Деятельность на ферме (1920 — 1923)
Соседи описывали Эндрю Кихо как довольно галантного, но при этом вспыльчивого человека. Однажды в припадке гнева он забил насмерть одну из своих лошадей и пристрелил соседскую собаку, забежавшую к нему на участок. Соседи также отметили, что он всегда старался выглядеть аккуратно — немного испачкавшись, он сразу же кидался переодеваться. По их словам, будущий подрывник старался работать на ферме, не опираясь на опыт других людей, и искал способы добиться всего с помощью техники, и, понимая что результата оно не приносит, мог сразу бросить это дело. 
Кихо также отличался бережливостью и тщательностью по отношению к деньгам, что однажды привело к конфликтной ситуации с церковью, которую посещали супруги, когда их поставили в известность относительно обязательного финансового взноса. За несколько дней до атаки на школу Кихо отправил в железнодорожное депо посылку с надписью «Взрывчатое вещество. Осторожно» к страховому агенту в Лансинге. Вскрыта посылка была уже после атаки на станции в Лэйнсбурге, там были обнаружены книги с расчётами и письмо, в котором говорилось, что Кихо покидает школьный совет и просит разобраться с ошибкой в расчётах, по которым он был вынужден заплатить лишние 23 цента.

### Деятельность в школе (1924 — 1927)
В 1924 году Кихо избрали казначеем совета школы Бат, где он старался противостоять налогам на постройку здания и требовал отсрочку с выплатами. Кихо часто был оппонентом других участников совета, в частности суперинтенданта Эмори Хайка, которого Кихо обвинял в «финансовой небрежности». В 1925 году Кихо был избран делопроизводителем, а в 1926 году в ходе выборов смещён с этой должности.
Примерно в это время у Эллен Кихо диагностировали туберкулёз, в результате чего она стала часто посещать больницу. К этому моменту Эндрю Кихо перестал выплачивать ипотеку и в июне 1926 года получил уведомление о скорой конфискации участка. Соседи стали обращать внимание на участившиеся звуки взрывов и на то, что Кихо перестал работать на самой ферме. При этом Кихо продолжал вести дела в школе как участник совета и электрик. Позже выяснится, что всё это время он тайно проносил в здание школы взрывчатку.

## Массовое убийство
18 мая 1927 года в 8:45 практически одновременно загорелась ферма Кихо и взорвалось северное крыло школы. Жители Бата сбежались на место взрыва, пытаясь оказать помощь пострадавшим. Приблизительно в 9:15 подъехавший на грузовике к зданию Кихо осуществил подрыв грузовика, тем самым убив себя и ещё нескольких человек. Позднее спасатели обнаружили сильно обгоревшее тело жены Кихо в тележке возле курятника, по заключению экспертизы её смерть наступила в результате удара тяжёлым тупым предметом по голове. На ограде бывшей фермы злоумышленника была обнаружена табличка с надписью «Преступниками становятся, а не рождаются». Жертвами Кихо стали 44 человека, 58 были ранены.
Останки Кихо забрала одна из его сестёр, после чего они были погребены на кладбище Сент-Джонса штат Мичиган под безымянным надгробьем. Эллен Кихо была похоронена под девичьей фамилией «Прайс» в Лансинге.